# Kraghammer

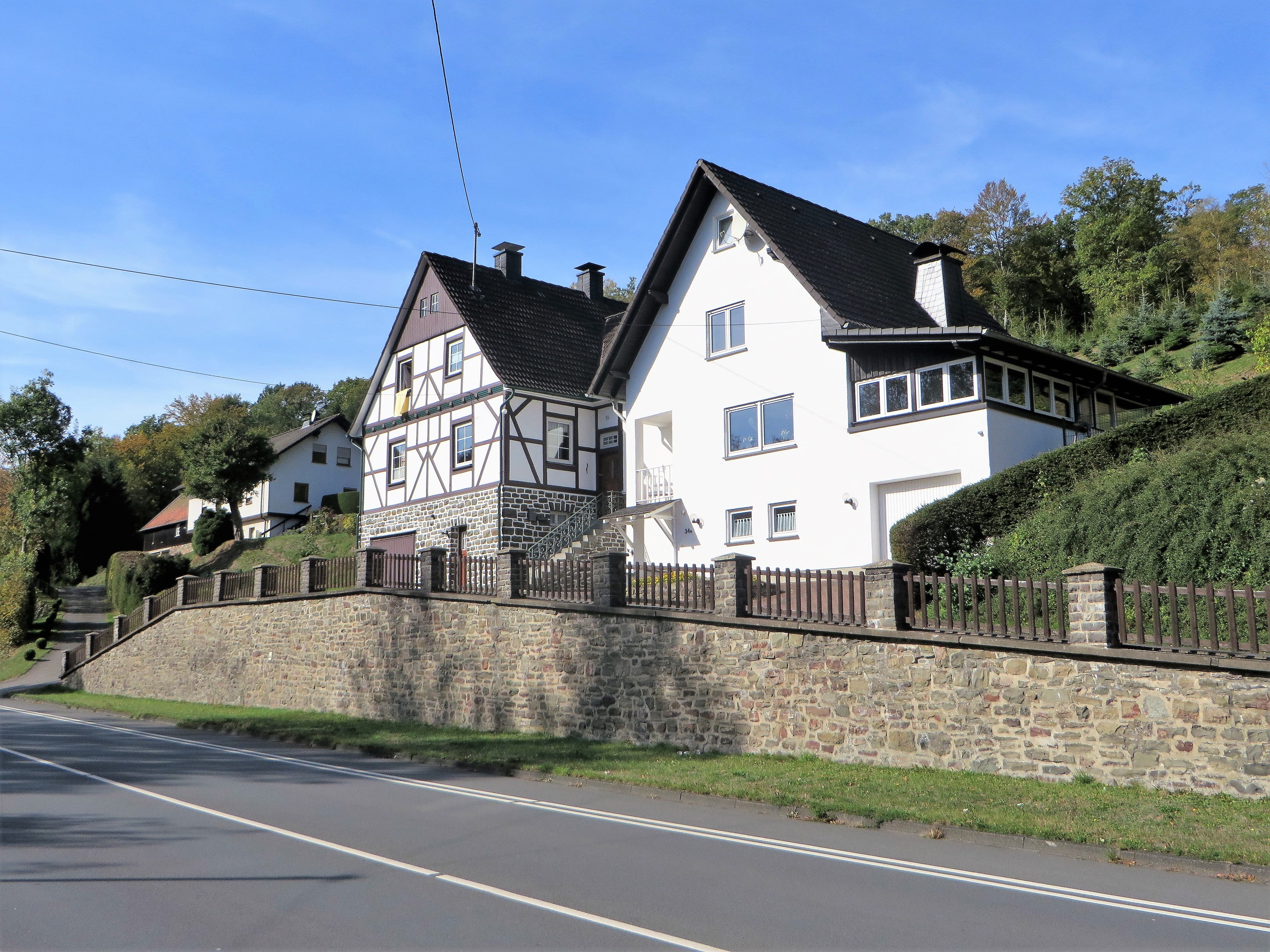
Wohnhäuser in Kraghammer

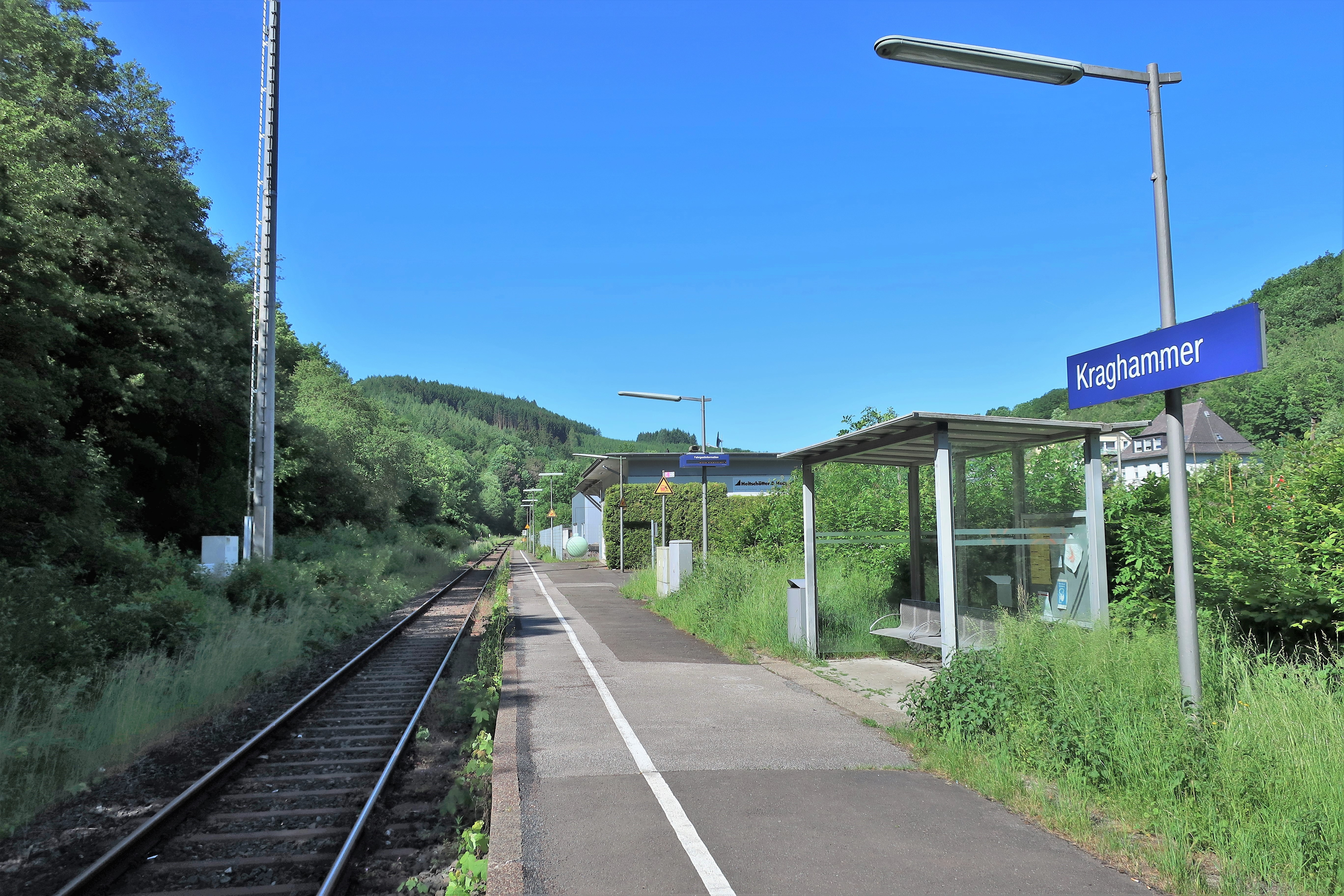
Haltepunkt Kraghammer

Kraghammer ist ein Ortsteil der Stadt Attendorn im Kreis Olpe (Nordrhein-Westfalen) und hat 43 Einwohner (Stand 30. Juni 2024).

## Geografie
Kraghammer liegt südwestlich des Kernortes Attendorn zwischen Neu-Listernohl im Norden und der Biggetalsperre im Süden. Durch den Ort fließt die Ihne und führen die Ihnestraße (L 539) und die Bahnstrecke Finnentrop-Olpe mit dem Haltepunkt Kraghammer.

## Geschichte
Anfang des 19. Jahrhunderts gab es in krage hammer an der Ihne einen Rohstahlhammer von F. Sondermann, einen Stückhammer von Franz Sommer und einen Drahteisenhammer, ab den 1840er Jahren auch ein Puddelwerk von Hundt, Fuchsius und Sondermann mit 1 Puddelofen und drei Schweißfeuern. Hergestellt wurde 1855 von 20 Arbeitern (mit Familie 76 Personen) 9036 Zentner Stabeisen zu 45180 Talern. 1866 musste das Werk wegen der Wirtschaftskrise schließen. Gegen 1880 erwarb Friedrich Kölsche die Anlage für 6000 Mark und schmiedete dort mit Wasserbetrieb Kleineisenstücke, besonders Schüppen und Pflugschare. Im Firmen-Adressbuch von 1885 wird „Friedrich Kölsche, Pflugschaar- und Schaufelfabrik, Steinkohlenhandlung sowie Bierwirtschaft“ genannt. Am 31. März 1899 wurde berichtet, dass dem Gastwirt und Hammerwerksbesitzer F. Kölsche auch die Postagentur in Kraghammer übertragen wurde. Das Hammerwerk, später Puddelwerk, wurde erweitert, modernisiert und bestand bis 1994, als es die Firma Drüeke & Springob GmbH, Metallverarbeitung übernahm.
In der Zeit nach dem Bau der Eisenbahn entstand um das Werk eine kleine Siedlung. In ihrer Blütezeit zwischen 1875 und 1925 spielte im unteren Ihnetal die Steinindustrie eine große Rolle. Aus den Steinbrüchen um Merklinghausen und Kraghammer wurden Schotter, Pflaster- und Mauersteine gefördert, belegt auch durch die vielen Namen mit der Berufsbezeichnung „Steinbrucharbeiter“ in den damaligen Adressbüchern.
Das Adressbuch von 1929 führt in Kraghammer die Namen „Arens, Epe, Greitemann (3), Klein, Kölsche, Luig, Maul, Mues, Orlowski, Ruscheweig, Schmidt, Steinrücker, Teipel, Thiedig, Trautmann und Wortmann (2)“ auf. 1936 gab es im Ort 10 Wohnhäuser mit 11 Haushaltungen und 53 Einwohner. Mitglied im Gemeinderat der Gemeinde Attendorn-Land und Amtsältester im Amt Attendorn war der Tiefbauunternehmer Pielhau.
Am 11./12. April 1945 wurde das untere Ihnetal von den Amerikanern besetzt. Kurze Zeit vorher war der Bahnhof Kraghammer bombardiert worden.
Ende 1988 hatte der Ort 70 Einwohner. Heute gibt es in Kraghammer weitere Firmen, wie Muhr & Söhne GmbH & Co. KG, Cordes-Heseler GmbH und Knebel Textilreceyling GmbH sowie an der Ihnestraße das Parkhotel Wiederhold.
Ab 1819 gehörte Kraghammer im Amt Attendorn zur Gemeinde Attendorn-Land, bis diese 1969 in die Stadt Attendorn eingegliedert wurde.

## Religion, Vereine
Kraghammer gehört zur Kirchengemeinde Neu-Listernohl, Sport und Vereinsleben finden in den größeren Nachbarorten statt.